# Operació Attleboro
L'operació Attleboro va ser una operació de cerca i destrucció durant la guerra del Vietnam, iniciada per la 196a brigada d'infanteria lleugera de l'exèrcit dels Estats Units, amb l'objectiu de descobrir la ubicació de les zones de bases de l'Exèrcit Popular del Vietnam (PAVN) i el Viet Cong (VC) i obligar-los a presentar batalla. L'operació va rebre el nom de la ciutat d'Attleboro (Massachusetts), on s'havia format la brigada. L'operació Attleboro va esdevenir la més gran sèrie d'operacions mòbils aèries fins a la data, implicant-hi elements de la 196a brigada, la 25a divisió d'infanteria, la 1a divisió d'infanteria i una brigada de la 4a divisió d'infanteria, així com nombroses forces de l'Exèrcit de la República del Vietnam i forces regionals/forces populars i nùngs. Al final, l'operació es va convertir en una operació a escala de cos comandada per la II Field Force.

## Antecedents
A les acaballes de 1966, les tasques d'interdicció van continuar sent una prioritat màxima per a les forces nord-americanes al Vietnam i, fins que va començar la temporada seca, la preocupació principal del general de la COMUSMACV, William Westmoreland, va continuar sent bloquejar els tres corredors d'infiltració cap a Saigon.:34
El coronel Hoàng Cầm, comandant de la 9a divisió del PAVN, tenia ordres «destruir un element "vital" de l'enemic, donar suport al moviment [revolucionari] local, oposar-se a l'esforç de pacificació i expansió de l'enemic, trencar el control opressiu del govern, eixamplar les zones alliberades amigues i proporcionar seguretat i protecció per a instal·lacions d’emmagatzematge i zones de base de Dung Minh Chau [zona de guerra C]». Aquest era el procediment estàndard d'una ofensiva per a la temporada seca, però a finals de 1966 la 9a divisió es va veure afeblida per les grans pèrdues dels combats de l'estiu anterior. Malgrat això, el general Nguyễn Chí Thanh, el comandant del COSVN, va decidir utilitzar la 9a divisió, la més fiable i experimentada, per a una ofensiva de novembre a la província de Tày Ninh. Les seves indicacions a Cầm eren dirigir el seu «principal esforç» contra la inexperta 196a brigada, acabada d'instal·lar a Tây Ninh, i contra les unitats locals territorials i del grup de defensa civil irregular (CIDG). Cam tenia previst iniciar l’ofensiva el 3 de novembre amb tres atacs a escala de regiment. Primer, va assignar el 271è regiment, una unitat d’uns 1.500 homes, per atacar el quarter general de la 196 a la base de combat de Tà Ninh i intentar atreure i aniquilar qualsevol de les forces de reacció de la brigada. El seu 272è regiment, amb dos batallons, havia de desplaçar-se al sud a través del riu Saigon i unir-se al 14è batalló de forces locals, la unitat provincial del VC a la província de Tây Ninh, per atacar els posts avançats territorials sud-vietnamites a Suoi Cao, trenta quilòmetres al sud-est de la ciutat de Tây Ninh. El batalló restant del 272è havia d'unir-se al 101è regiment, una unitat de la 7a divisió destacada a Cầm, per al tercer i principal esforç, la destrucció d'un campament de les forces especials nord-americanes a Suoi Da, a 15 km al nord-est de la ciutat de Tây Ninh. Per a aquesta missió, Cầm va proporcionar al 101è una companyia antiaèria i una de morters de la seva pròpia divisió. En total, el regiment reforçat comptaria amb prop de 3.000 soldats.:34-5
La 196a brigada, una unitat relativament inexperta, havia arribat al Vietnam del Sud menys de dos mesos abans, el 14 d'agost de 1966. La brigada es va desplegar immediatament a Tây Ninh, sota el control operatiu de la 25a divisió d'infanteria del General Frederick C. Weyand. Poc després, el general de brigada Edward H. de Saussure va assumir el comandament de la brigada. De Saussure era considerat per molts un excel·lent oficial d'estat major i una autoritat sobre míssils, però no tenia experiència en comandar infanteria. Havia demostrat habilitat amb unitats d'artilleria i abans d'incorporar-se a la 196a havia servit quinze mesos com a sotscomandant de divisió de suport a la 25a Divisió, dels quals, quatre al Vietnam:35-36

## L'operació
La 196a brigada va iniciar l'operació Attleboro el 14 de setembre de 1966 amb una sèrie d'atacs temptatius a escala de batalló al voltant de Tây Ninh. Mentre un batalló era al camp, els altres dos es quedaven enrere per acabar la construcció del camp base. Aquests escombrats inicials es van mostrar poc productius, i a l'octubre la unitat necessitava una nova missió. Així doncs, quan les tropes de la 25a divisió van descobrir un gran amagatall d'arròs al corredor del riu Saigon a uns 30 km al sud-est de Tày Ninh, Weyand va enviar algunes de les forces de Saussure més cap a l'est a la recerca d'altres reserves. El 19 d'octubre, Saussure va traslladar un dels seus batallons al districte de Dầu Tiếng, a la vora nord del corredor, i va començar a recórrer la zona, que variava des de terrenys baixos i planers i camps de conreu fins a zones arbustives i selva espessa. El 23 d'octubre, actuant al nord de la ciutat, la unitat va topar amb una llarga filera de coberts amagats amb plàstic i plens de tones d'arròs. Els dies següents, els nord-americans van descobrir altres amagatalls. De Saussure va demanar permís per traslladar el seu post de comandament a Dầu Tiếng i dur un altre batalló als voltants dels amagatalls al més aviat possible. El general de brigada George G. O'Connor, al comandament de la 25a divisió mentre Weyand exercia de comandant provisional de la II Field Force va estar-hi d'acord i el 30 d'octubre Attleboro es va convertir en una operació a escala de brigada de ple dret.:36-37
L'evacuació de l'arròs va plantejar un problema. Situat molt lluny del riu Saigon i de qualsevol carretera, va haver de ser transportat amb helicòpters CH-47, llavors amb poca disponibilitat, i també va haver de ser empaquetat prèviament, un procés que necessità temps dels dos batallons d'infanteria. Tot i que fins aleshores s’havien descobert 843 tones d'arròs, durant els tres dies següents la brigada va treure'n només 120. Una de les unitats de la brigada va descobrir un document del 82è Grup de Serveis de Rereguarda, l'element del COSVN responsable del subministrament a la zona de guerra C, que va revelar que hi havia altres bases de subministrament al nord i que el VC estava en procés d'organitzar una operació. El primer de novembre, O'Connor va ordenar a De Saussure que passés només un dia més evacuant l'arròs, destruint el que quedava i, que després, es dirigís al nord, cap al Ba Hao, un rierol afluent del riu Saigon a 7 km al nord-oest de Dầu Tiếng. De forma provisional li va lliurar el 1r batalló del 27è regiment d'infanteria de la 2a brigada, per iniciar el reconeixement, que va fer mitjançant «vols d'àguila». El 2 de novembre, el batalló va dur a terme diversos vols al llarg de la zona objectiu i va trobar diverses pistes, però no va trobar cap amagatall ni tampoc oposició.:37

### Emboscada: 3-5 de novembre

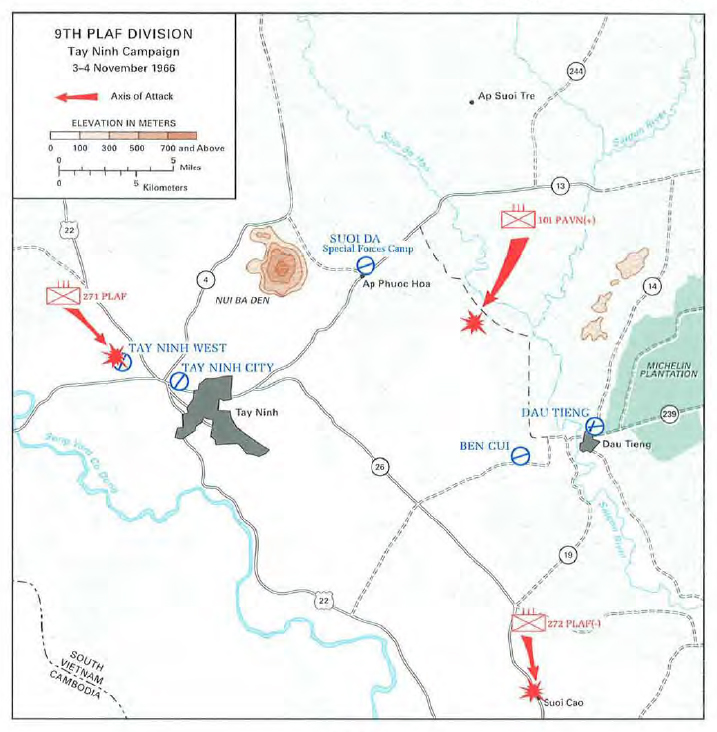
Operació Attleboro, 3-4 de novembre de 1966

El 3 de novembre, la brigada inicià una complexa maniobra de cerca i destrucció al nord-oest de Dau Tieng. De Saussure va enviar dos dels seus batallons, el 2n batalló del 1r regiment d'infanteria i el 4t batalló del 31è regiment d'infanteria, des del nord dels amagatalls cap al Ba Hao per quatre rutes de la selva separades. Al mateix temps, va aerotransportar dues companyies de l'1/27 d'infanteria a posicions de bloqueig àmpliament divergents al sud del rierol, una a l'oest de les columnes atacants, l'altra a l'est. La tercera companyia de la 1/27a d'infanteria va romandre a Dầu Tiếng, i el 3r batalló del 21è regiment d'infanteria, va romandre a la base de Tày Ninh, ambdues servint com a reserves. L'operació va anar malament des del principi, sense cap pla d'enllaç, poca apreciació de l'enemic i del terreny i un comandament i control difícil. Les dues forces de bloqueig i les quatre atacants es van separar ràpidament les unes de les altres, perdudes a la densa selva.
Les forces nord-americanes es van topar amb el 101è regiment del PAVN, que semblava dirigir-se cap al camp de les forces especials de Suoi Da per atacar-lo. La situació es complicà quan el comandant de la 9a divisió del VC va ordenar a totes les seves unitats atacar la 196a brigada. El 4 de novembre, el 101è Regiment va emboscar el 1r batalló, de la 27a d'infanteria, el va aturar i li va causar baixes importants. Mentrestant, les unitats de la 196a es van afegir a la lluita. El comandant en funcions de la II Field Force, el general Frederick C. Weyand, es va posar en contacte amb el general Dupuy perquè la 1a divisió d'infanteria es fes càrrec de l'operació aquella mateixa tarda. Quan la 196a intentava desvincular-se de l'enemic, Dupuy va traslladar la 1a divisió a posicions per enfrontar-se a la 9a divisió. L'endemà, 6 de novembre, després de retirar-se el 101è regiment, elements de la 196a van tornar al camp de batalla per recuperar els morts.
Sense saber-ho els nord-americans, la incursió havia provocat que el coronel Cầm canviés els seus plans d’atac. Informat dels moviments nord-americans, Cầm va reduir els atacs previstos contra la base de Tây Ninh i Suoi Cao a atacs de distracció i va desballestar l’assalt al camp de les forces especials de Suoi Da. Dirigiria els seus principals esforços contra els elements de la 196a que actuaven al nord-oest de Dầu Tiếng. L'enfrontament de tres dies va quedar en taules, tot i que, aparentment, el PAVN havia patit més de 200 morts. Només més tard els nord-americans descobririen els danys que havien fet. Segons l'informe de l'acció de la 9a divisió del PAVN, una de les companyies del 3r batalló del 101è regiment, havia patit bastant el dia 5 i havia fugit sense ordres. Els altres supervivents del batalló van trigar sis dies a reunir-se al nord del Ba Hao, i durant la resta de l'operació, el 3r batalló mai va recuperar la seva efectivitat. Les pèrdues nord-americanes també van ser fortes; mentre que el PAVN va declarar 600 nord-americans morts, les pèrdues reals van ser de 60 morts i 159 ferits, la majoria dels dos batallons de la 27a d'infanteria. La 25a divisió havia pagat el preu pels errors de Saussure. Els tres dies de batalla van marcar una primera vegada per al III Cos, en què el PAVN havia mantingut un combat perllongat amb una gran força nord-americana. Va resultar ser un preludi del que vindria, ja que el coronel Cầm va ordenar als tres regiments que es retiraren a la zona de guerra C per continuar la lluita.:44

### Cerca i destrucció: 6-25 de novembre

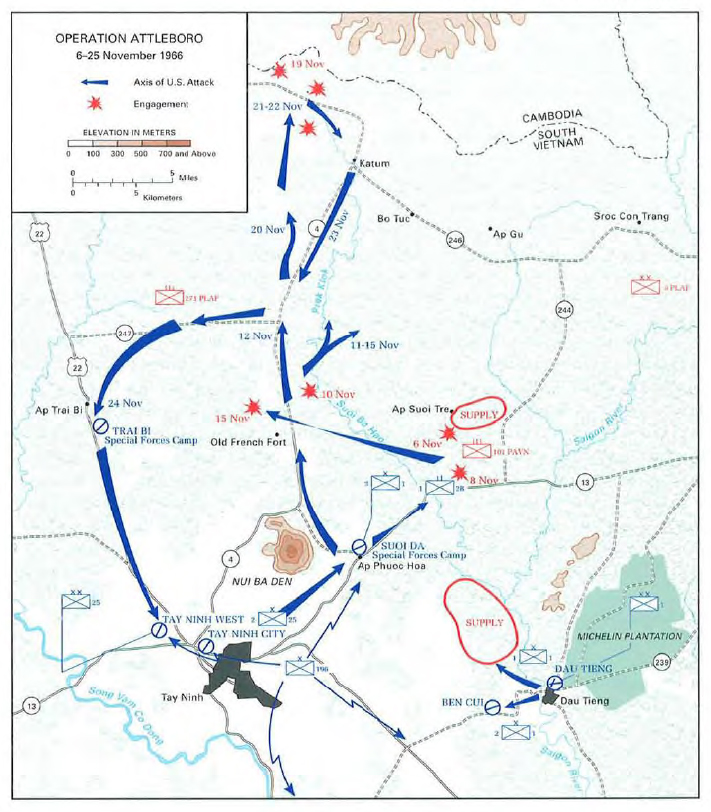
Operació Attleboro, 6-25 de novembre de 1966

Del 5 al 25 de novembre l'operació es va convertir en una operació de recerca i destrucció a gran escala, ja que la II Field Force va llançar un batalló rere un altre cap a la jungla al nord-oest de Saigon. El 5 de novembre, Dupuy va ordenar a la 3a brigada que es traslladés al camp de les forces especials de Suoi Da i a la 2a brigada cap al camp base de Dau Tieng. La 2a brigada va ordenar que el 2/16 d'infanteria, comandat pel LTC William Hathaway, es traslladés primer cap allà per assegurar la zona a Dau Tieng. El 2n batalló va arribar a Dau Tieng cap a les 18.45 i va formar un perímetre defensiu per protegir l'entrada de la resta de la brigada. El següent batalló a Dau Tieng va ser el 2/18. El batalló restant de la brigada, 1/18, s'havia unit a la 3a brigada, per la qual cosa l'endemà al matí, el primer batalló de George M. Wallace, del 16è d'infanteria, es va unir a la 2a brigada i marxà cap a Dau Tieng. Durant tota l'operació, els dos batallons d'exploradors van operar sota el control de la 2a brigada.
A les 13.50 del 6 de novembre, el batalló de Wallace va ser designat com a força de reacció de la brigada (RRF) i va romandre a Dau Tieng. Els altres dos batallons (2/16 i 2/18) van rebre l'ordre d'aerotransportar-se a les zones de desembarcament a l'oest de Dau Tieng aquella tarda. Al voltant de les 16.05, el 2/16 va ser recollit per helicòpters UH-1 Huey i es va dirigir cap a la zona de desembarcament Joe, per començar les operacions de cerca i destrucció. Els intensos focs d'artilleria i preparació aèria van ofegar les zones del voltant de la zona d'aterratge, però a mesura que els helicòpters s’acostaven, les tropes del VC, que aparentment estaven en espera, van obrir foc. El foc enemic no va aconseguir detenir els exploradors, que van saltar dels helicòpters i van atacar-los. Una vegada que tot el batalló era a terra, Hathaway va fer que les seves tropes realitzessin cerques al voltant del perímetre immediat. L'esforç va recuperar dotze cossos amb armes, però els nombrosos rastres de sang van indicar que les víctimes del VC provocades del foc d'artilleria eren molt més grans. L'arribada de la nit va impedir una cerca més exhaustiva.
L'endemà al matí, el 1r batalló de Wallace també va aterrar a la zona Joe. Els moviments de Wallace van confirmar que molts altres VC van morir per la preparació artillera. Els esforços de recerca combinats dels dos batallons van revelar un total de seixanta-cinc morts enemics. Cap a les 13.05, Wallace era a l'objectiu previst sense més contacte. Els dos batallons van realitzar escombrades durant tot el dia i cadascun va localitzar un camp base i subministraments, que van ser destruïts. L'endemà (8 de novembre), Wallace i Hathaway van ser avisats d'una altra missió d'assalt aeri prevista per a les 12.00 del 9 de novembre. Com abans, una preparació d'artilleria concentrada va precedir la inserció aèria, però aquesta vegada, el batalló va desembarcar sense resistència, almenys inicialment. Només després que helicòpters s'envolessin de nou, el VC va respondre, i després només es van produir focs esporàdics d'armes petites. Una vegada més, patrulles immediates van descobrir un campament base que indicava ocupació recent, i en un mateix lloc, deu bicicletes abandonades pels seus propietaris.
Cap al 1500, el 2n batalló es va inserir a la seva zona objectiu, seguit pel comandament tàctic de la 2a brigada. El 1r batalló va assumir la defensa del costat nord del perímetre, el 2n Batalló al sud, i tots dos es van instal·lar per realitzar una sèrie de patrulles de reconeixement i emboscada aquella tarda i nit. La posició defensiva de la brigada va ser atacada temptativament diverses vegades durant la nit i va provocar diversos intercanvis de foc al voltant del perímetre. La llum del matí següent va revelar cinc cossos enemics. Com els dos dies anteriors, les patrulles realitzades el 10 de novembre van descobrir túnels, municions i altres amagatalls i reserves, però no van implicar cap contacte significatiu amb les forces enemigues. Semblava que l'enemic es fonia en el terreny que l'envoltava. Els esforços addicionals durant els pròxims dos dies tampoc no van aconseguir que el 101è regiment presentés batalla, de manera que la 2a brigada va extreure els dos batallons de tornada cap a Dau Tieng el 12 de novembre per a la seva adequació i preparació per a les futures operacions.
Mentrestant, després d'haver assumit la missió original de la 25a divisió de cercar a la selva al nord-oest del fort francès, la 1a divisió de DePuy havia provocat el combat. El 15 de novembre, després d'un intens bombardeig, la 3ª brigada de Marks va traslladar un batalló aeri a l'extrem sud-est del bosc. Un cop aquest batalló era a l'interior, Marks va ordenar un segon batalló desplegar-se en una clariana més petita de 4 km al nord-oest. Aterrant en grups de cinc helicòpters alhora, els homes van començar a assegurar la clariana. Quan els helicòpters del tercer transport van deixar les seves càrregues, es van enlairar i van girar cap al sud sobre els arbres i es van trobar enmig d'una pluja de foc enemic. Tres UH-1 Hueys van se abatuts, tot i que les tripulacions van poder ser rescatades posteriorment. La resta del batalló va vorejar la zona de perill i continuà aterrant. Després d'haver-se trobat amb una gran unitat enemiga, el coronel Marks va ordenar als dos batallons executar patrulles «en trèvol» a la selva. Un cop van entrar en contacte amb l'enemic, va demanar tota la força de foc disponible. Els atacs aeris van eliminar una part del sotabosc, revelant un gran camp base enemic. El foc esporàdic va continuar durant tota la nit. L'endemà al matí, reforçats per un tercer batalló, els homes de Marks van entrar al camp base. Hi van trobar diversos cossos enemics, emplaçaments destruïts i, en un lloc, un petit camp encara ocupat per VC. En lloc d'assaltar la posició fortificada, Marks va retirar els seus homes i va tornar a demanar suport artiller. La lluita encara estava en marxa quan el general DePuy va rebre un informe d'intel·ligència electrònica que localitzava el 273è regiment del PAVN a pocs quilòmetres al nord-oest dels batallons de Marks. Tot i que la unitat del PAVN era en realitat el 101è, la identificació específica era poc rellevant. Quan Marks va informar que les unitats del PAVN a què s'enfrontava intentaven retirar-se en aquella direcció, DePuy va sol·licitar el suport de B-52. Com que els bombarders trigarien 20 hores, DePuy va intentar fixar les forces del PAVN amb artilleria i atacs aeris. Entre les explosions que van continuar durant tota la nit, els homes del coronel Marks podien sentir el moviment de les unitats enemigues dins la zona prevista d'impacte; després van arribar els B-52 i tot quedà tranquil. Quan les patrulles van arribar a la zona objectiu, només van trobar uns quants cossos i diversos búnquers derruïts; la major part de forces enemigues havia escapat. L'endemà, els homes van descobrir un complex hospitalari, gran però desocupat, que contenia més de trenta estructures. L'edifici més gran, de 37 m de longitud, era un centre d'entrenament i sala de reunió amb un escenari i seients per a 150 homes. Després d'examinar diversos fulletons i informes mèdics, els analistes d'intel·ligència van concloure que la 3a brigada havia trobat el centre mèdic del VC de la Zona de Guerra C.:54-5

## Conseqüències
Els serveis d'intel·ligència nord-americans van estimar les pèrdues del PAVN/VC en 1.016 morts, però, com gairebé sempre, aquesta xifra era més una estimació que una xifra precisa. El PAVN va admetre la pèrdua de la meitat d'aquest nombre, mentre que un informe no confirmat va indicar que les pèrdues del PAVN/VC van ser el doble que el recompte final nord-americà. Les pèrdues aliades van ser de 155 morts i 494 ferits. Altres estimacions situen la xifra en 500 PAVN/VC morts.
Portaveus militars nord-americans van afirmar que el resultat més significatiu de l’operació Attleboro va ser el greu cop contra el sistema de subministrament del PAVN/VC. No obstant això, l’operació no va aconseguir erradicar el domini polític del VC a la província de Tay Ninh, ja que van tornar tranquil·lament a la zona des dels seus santuaris a Cambodja, just després de la retirada nord-americana. El general DePuy va considerar Attleboro com un greu contratemps per al PAVN/VC. Va creure que el 272è regiment de la 9a divisió havia quedat inutilitzat i que el 101 i 273 regiments estaven molt malmesos. No obstant això, els documents capturats van revelar més tard que només el 101 havia tingut grans pèrdues, mentre que el 271 i el 272 havien sofert baixes moderades i el 273 havia escapat sense danys.:59
L'operació Attleboro va ser la primera prova de camp de la nova doctrina de cerca i destrucció de l'exèrcit dels Estats Units i va establir un patró que posteriorment es veuria en altres grans operacions com Cedar Falls i Junction City. Aquestes operacions es van iniciar amb atacs massius de bombardeigs amb B-52 Arc Light seguits d'helicòpters i escombrades per terra que generalment feien un contacte esporàdic amb les forces del PAVN/VC. Els nord-americans van descobrir sovint proves de fugida precipitada (és a dir, campaments abandonats, túnels buits, capses de menjar i subministraments) que indicaven que les forces PAVN/VC havien estat alertades pels preparatius de les properes missions de cerca i destrucció. Tot i això, intentar pentinar les selves amb rifles, com havia intentat de Saussure, sortia massa car.:59